# Psammophora nissenii
Psammophora nissenii là một loài thực vật có hoa trong họ Phiên hạnh. Loài này được (Dinter) Dinter & Schwantes miêu tả khoa học đầu tiên năm 1926.